# Карцином малих ћелија јајника
Карцином малих ћелија јајника (КМЋЈ) је редак, високо малигни, хиперкалцемични тип тумора који погађа углавном младе жене. Средња старост дијагнозе је 24 године, иако старост може да варира од детињства до 40-их година. Познато је да су млади одрасли онколошки пацијенти изложени посебном ризику и да су им потребни специјализовани ресурси за решавање њихових јединствених медицинских потреба и потреба за подршком. Приближно две трећине пацијената са КМЋЈ има хиперкалцемију и један је од неколико типова рака јајника, са истим општим симптомима. КМЋЈ је веома агресиван. 
Како КМЋЈ расте и шири се веома брзо за преживљавање пацијената важно је његово рано проналажења и лечење, док је тумор релативно мали и локализован.